# Joaquim Molins i Amat
Joaquim Molins i Amat (Barcelona, 9 de febrer de 1945 - 13 de juliol de 2017) fou un polític i empresari català. Va ser diputat de CDC i president del Patronat del Liceu.

## Biografia
Fill de la important família cimentera Molins, i germà de l'advocat penalista Pau Molins Amat, es va llicenciar en Enginyeria Industrial (1969) i màster en Economia i Direcció d'Empreses per l'IESE de Barcelona (1969-71).

### Trajectòria política
El 1976 fou un dels fundadors i secretari general de Centre Català amb el qual es va presentar a les eleccions generals espanyoles de 1977 com a membre de la coalició Unió del Centre i la Democràcia Cristiana de Catalunya. El 1978 marxà a la Unió del Centre de Catalunya, i amb la qual fou elegit diputat a Corts a les eleccions generals espanyoles de 1979 dins la coalició Centristes de Catalunya-UCD.
El 1981, enmig de l'ensulsiada de la UCD, se'n va desvincular i amb un sector del seu partit va ingressar a Convergència Democràtica de Catalunya, amb la qual fou elegit de nou diputat a les eleccions generals espanyoles de 1982. A les eleccions al Parlament de Catalunya de 1984 fou elegit diputat per Convergència i Unió (CiU) i fou nomenat pel president Jordi Pujol conseller de comerç i turisme el 1986-1988, i de política territorial i obres públiques el 1988-1993 (la família Molins és un importantíssim productor de ciment a nivell mundial, fundadora de Cementos Molins).
Com a conseller del Departament de política territorial va dirigir el Pla Director per a la Gestió dels Residus Industrials a Catalunya més conegut com a Pla de residus, projecte que, a partir d'un estudi tècnic, ubicava en el territori català les infraestructures necessàries per gestionar els residus que generava la indústria del país. Aquest Pla fou molt criticat pel territori i va ésser retirat i consensuat en seu parlamentària a finals del 1990.
Fou escollit novament diputat al Congrés de Diputats a les eleccions generals espanyoles de 1993, i el 1995 hi substituí Miquel Roca i Junyent com a portaveu del grup català, càrrec des del qual s'encarregà de la negociació del suport de CiU al govern del Partit Popular presidit per José María Aznar després de les eleccions generals espanyoles de 1996. El 1999 deixà el càrrec de portaveu de CiU al Congrés dels Diputats per a presentar-se com a candidat a l'alcaldia de Barcelona a les eleccions municipals del juny del 1999. Fou derrotat pel candidat socialista, Joan Clos, i aleshores exercí com a cap del grup municipal de CiU. El març del 2001 va dimitir del seu càrrec a l'ajuntament i es retirà de la vida política.

### Trajectòria empresarial
Després de deixar la vida política, va presidir Jazztel a Catalunya i el Centre de Càlcul de Sabadell. El març de 2013, el president de la Generalitat, com a president d'honor del Patronat del Gran Teatre del Liceu, i un cop escoltat el Patronat, va nomenar president del Liceu Joaquim Molins, qui deixà el càrrec el 2016 per motius de salut. Molins també fou president de la comissió executiva del Teatre.

## Honors
- Gran Creu de l'Orde Civil d'Alfons X el Savi (9 de desembre de 2016)
- El Govern de la Generalitat de Catalunya li va concedir la Creu de Sant Jordi l'11 d'abril de 2017.[8]